# 俺は用心棒
『俺は用心棒』（おれはようじんぼう）は、結束信二原作・脚本による東映京都テレビプロ制作のテレビ時代劇。1967年4月3日から同年9月25日までNET（現･テレビ朝日）系列にて毎週月曜午後8時からの1時間枠で全26話が放送された。
また、 『待っていた用心棒』、『帰って来た用心棒』に続く用心棒シリーズの第4作として1969年4月7日から同年9月29日までNET系列にて『用心棒シリーズ 俺は用心棒』が放送された（全26話）。

## 概要
結束信二による用心棒シリーズの第1作である。第1作の本放送時はまだ"用心棒シリーズ"と銘打たれてはおらず、単に『俺は用心棒』という番組タイトルであった。番組タイトルにこの銘が冠されたのは、次作『待っていた用心棒』から。そのため、シリーズ第4作の正式名称は『用心棒シリーズ 俺は用心棒』である。
また、シリーズ第1作で沖田総司を演じた島田順司は、第4作では田島次郎という別の役を演じており（このため、第4作はシリーズ第3作『帰って来た用心棒』の続編にあたる作品と思われる）、同じ『俺は用心棒』でもそれぞれまったく独立した物語であることがうかがえる。
栗塚旭にとっては『土方歳三』に次ぐ代表作のひとつとなった。
左右田一平が演じる品田万平は、のちの『用心棒シリーズ』でも登場し『用心棒シリーズ』の登場人物の中で唯一全作に登場するキャラクターである（シリーズ第2作『待っていた用心棒』に栗塚は出演していない）。
第1作の特徴の一つとして、島田演じる沖田総司といった、幕末に活躍した実在の人物が劇中に登場する唯一のシリーズであり、他に芹沢鴨（遠藤辰雄）、清河八郎（岡田英次）、高杉晋作（菅貫太郎）らが登場している。
第1作のみビデオソフト化され、1998年8月から1999年8月にかけて東映ビデオより全13巻（全26話収録）が販売された。

## エピソード
- 第3話に原作者の結束信二が牢屋にいる罪人の一人として出演している。
- 第19話「眞葛ヶ原にて待つ」（1967年度芸術祭参加作品）は用心棒シリーズでは唯一のカラー作品である。

## 『俺は用心棒』（第1作）
- 放送期間：1967年（昭和42年）4月3日 - 9月25日、毎週月曜20時

### 第1作のキャスト
- 野良犬…栗塚旭
- 品田万平…左右田一平 （第4 - 6、8、10、11、13 - 26話）
- 沖田総司…島田順司 （第2、5、6、10 - 13、15、16、18 - 20、22、24、26話）
- 新太（長州雇われの刺客）…中野誠也 （第10、11、14、15、17、18、21 - 23話）
- 山崎烝…西田良 （第11、15、17 - 20、22、24、26話）
- 青木与兵ヱ（同心）…香月凉二 （第10、12、13、16、21、26話）
- 千造（目明かし）…小田部通麿 （第10、12、13、15 - 17、19、21、26話）
- 友吉…市村昌治  （第2、6話）
- 高山国右ヱ門（長州藩士）…国一太郎 （第15、17、18、26話）
- 高杉晋作…菅貫太郎 （第4、12話）
- 芹沢鴨…遠藤辰雄 （第3、12、13話）

沖田総司、芹沢鴨は『新選組血風録』（1965年版）と同じ配役である。

### 第1作のスタッフ
- プロデューサー：上月信二[1]（NET）、田村嘉（東映）
- 原作・脚本…結束信二
- 監督…河野寿一
- 音楽…渡辺岳夫
- 助監督…松尾正武
- 撮影…木村誠司、柾木兵一、脇武夫、羽田辰治
- 照明…谷川忠雄、藤井光春、佐々木政一
- 録音…三船良男、小金丸輝貴
- 美術…塚本隆治、寺島孝男、奈宮聖二、角井博、中島哲二
- 記録…亀倉正子、矢部はつ子、宮内喜久子
- 計測…木村誠司
- 編集…細谷修三、戸川博
- 衣裳…石倉元一、上野徳三郎
- 美粧…林三郎
- 結髪…河野節子
- 装飾…藤井達也、飯田利生、甲田豊、西田弘之輔、関西美工
- 擬斗…上野隆三（東映剣会）、土井淳之祐（東映剣会）、三好郁夫（東映剣会）
- 進行主任…今井正夫
- ナレーター…左右田一平
- 主題歌…「おとこ独り」 作詞：結束信二、作曲・編曲：渡辺岳夫、歌：フォー・コインズ
- 挿入歌…「野良犬がゆく」 作詞：いけた純、作曲・編曲：渡辺岳夫、歌：フォー・コインズ
- 制作…NET、東映京都テレビプロ

### 『俺は用心棒』（第1作）の放映リスト(サブタイトル)
| 話数 | サブタイトル     | 放映日        | ゲスト出演者 |
| ---- | ---------------- | ------------- | --- |
| 1    | 天を斬る         | 1967年 4月3日 | 近衛十四郎、仲宗根美樹、市川好郎、原田甲子郎、吉田義夫、岸正子、丹羽又三郎、永野達雄、刈屋ヒデ子、橘ますみ、浜崎満、田中直行、藤崎照彦、川谷拓三   |
| 2    | 剣には小判を     | 4月10日       | 岡田英次、岩崎加根子、本郷秀雄、市村昌治、水木達夫、中村恒光                                                                                       |
| 3    | 昏い渦巻         | 4月17日       | 遠藤辰雄、佐々木愛、木村俊恵、成瀬昌彦、富田浩太郎、高宮克己、小谷悦子、橘ますみ、八木貞夫、佐藤祐爾、宮村時秀、松浦武男                           |
| 4    | 脱出             | 4月24日       | 菅貫太郎、堀井永子、山口幸生、山根久幸、波多野博、玉生司郎、村居京之輔、高崎継義、沢田とも、ピーター・ウィリアムス                                 |
| 5    | 紅さんご         | 5月1日        | 小川知子、山村弘三、河上一夫、鈴木昭生、近江雄二郎、戸村昌子、沢淑子、遠山金次郎、那須伸太朗、春川純、立花雄吉、岩尾正隆                           |
| 6    | 銃声             | 5月8日        | 可知靖之、南道郎、市村昌治、三田登喜子、永井柳太郎、岡田千代、遠山金次郎、有島淳平、大月正太郎、熊谷武、佐々木松之丞                               |
| 7    | 蒼い獸たち       | 5月15日       | 原健策、岩村百合子、小美野欣二、寺下貞信、桜田千枝子、藤沢宏、千葉保、山本弘、林昌子、清水義和、船越正雄、江上正伍、橋本明、美松艶子、鷹司襄紀     |
| 8    | 赤い提灯の下     | 5月22日       | 桜町弘子、田口計、植村謙二郎、高木均、北見唯一、山口朱美、川谷拓三、富士雪美                                                                       |
| 9    | 同志の八人       | 5月29日       | 千葉敏郎、不破潤、永野達雄、志摩靖彦、柳原久仁夫、野木栄、梶川武利、吉田滋、青柳みゆき、神谷麻子、田中弘史、藤崎照彦、前川良三、寺内文夫、畑中伶一 |
| 10   | 祇園小路の刺客   | 6月5日        | 舟橋元、川口喬、国田栄弥、東三千、林田美枝子、藤山喜子、平沢彰、森源太郎、細川洋、小山田良樹                                                       |
| 11   | 襲撃前夜         | 6月12日       | 小池朝雄、原田甲子郎、天路圭子、沢淑子、大崎史郎、高並功、前川良三、泉春子、橘光造                                                                 |
| 12   | 木屋町非情       | 6月19日       | 菅貫太郎、伊吹友木子、遠藤辰雄、小谷悦子、田畑猛雄、浜崎満、柳川美子、田中一美、疋田圀男、古閑達則、松本すみ江、宮城幸生                           |
| 13   | 雷雨の日に       | 6月26日       | 里見浩太朗、佐々木愛、遠藤辰雄、飯沼慧、由利京子、芦田鉄雄、伝法三千雄、出水憲司、有島淳平、丘路千、宮城幸生、森源太郎                             |
| 14   | 光った包丁       | 7月3日        | 西山嘉孝、宮土尚治、橘ますみ、小林朋子、由利京子、有馬宏治、島田秀雄、近江雄二郎、丘路千、森章二、中幸雄、市川裕二、那須伸太朗                     |
| 15   | だんだら染       | 7月10日       | 大川栄子、今野秀晴、国一太郎、梶本潔、遠山金次郎、田畑猛雄、佐々木松之丞、紅かほる、熊谷武                                                         |
| 16   | 志士の写本       | 7月17日       | 瑳峨三智子、南道郎、宝達晃一、賀川浩、牧淳子、美松艶子、水原保、藤本秀夫                                                                           |
| 17   | 網の目の中       | 7月24日       | 夏目俊二、木村俊恵、国一太郎、村居京之輔、石丸勝也、笹木俊志、和田昌也、紅かほる、橋本明                                                           |
| 18   | 月明柳の馬場     | 7月31日       | 松山容子、森乃福郎（初代）、浜村純、汐路章、柳川清、国一太郎、広瀬義宣、平沢彰                                                                     |
| 19   | 眞葛ヶ原にて待つ | 8月7日        | 舟橋元、高野通子、穂高稔、武周暢、双葉弘子、端田宏三、田中直行、島田秀雄、津田健二、藤原勝、高並功                                                 |
| 20   | 日照り雨         | 8月14日       | 鳳八千代、小坂一也、土田早苗、高森和子、浜崎満、滝恵一、橋本明、井上茂、大城泰                                                                     |
| 21   | おっかあの唄     | 8月21日       | 真屋順子、吉田義夫、加賀爪清和、辻田佳子、那須伸太朗、大城泰、井上茂、山中三奈子、浪花五郎                                                         |
| 22   | 見知らぬ旅の客   | 8月28日       | 西山辰夫、吉川雅恵、海老江寛、波千鶴、林昌子、林浩久、結城哲也、江上正伍、古閑達則、山下義明、星野美恵子、日高綾子                                 |
| 23   | 闇に白い火       | 9月4日        | 戸上城太郎、不破潤、沢宏美、永井柳太郎、水木達夫、鈴木金哉、村田天作、川谷拓三、野村鬼笑                                                           |
| 24   | 拾った道         | 9月11日       | 花園ひろみ、寺田農、藤原釜足、高橋とよ、河上一夫、出水憲司、藤原勝                                                                                 |
| 25   | めおとの風       | 9月18日       | 柳川慶子、田浦正巳、沢村宗之助、菅井きん、織本順吉、穂高稔、脇中昭夫、北見唯一、大月正太郎、寺内文夫                                               |
| 26   | 乱れ雲           | 9月25日       | 扇千景、徳大寺伸、国一太郎、疋田圀男、野木栄、森源太郎                                                                                             |

### 前後番組
| NET系 月曜20:00枠 | NET系 月曜20:00枠 | NET系 月曜20:00枠 |
| 前番組 | 番組名            | 次番組            |
| --- | ----------------- | ----------------- |
| 演芸スターショー （19:30～20:26） NETニュース （20:26～20:30） ※30分繰下げ かわいい魔女ジニー （20:30～21:00） ※土曜21時枠に移動 | 俺は用心棒        | みんな世のため    |

## 『用心棒シリーズ 俺は用心棒』（第4作）
- 放送期間：1969年（昭和44年）4月7日 - 9月29日、毎週月曜20時

### 概要
シリーズ第3作『帰ってきた用心棒』に引き続き、無名の浪人（栗塚旭）、品田万平（左右田一平）、田島次郎（島田順司）が登場するシリーズ最終作。前作の最終回で動乱の京都を棄て、安住の地を求めて旅に出た三人だが、第4作での時代設定は幕末の動乱期ではなく、シリーズ第1作『俺は用心棒』よりも前の安政年間となっている。
これまでの用心棒シリーズの主な舞台は、江戸、京都といった幕末の動乱の真っ只中だったが、第4作では、一貫して勤皇佐幕とは無縁な地方の城下町や山里が舞台となり、浪人たちが巻き込まれる事件も、藩政をめぐる改革派と重鎮たちの対立や、利権をめぐる内紛がほとんどを占める。また、従来の用心棒シリーズでは、庶民が時代の波に翻弄され、浪人たちの力添えも虚しく、無意味に死んでいく後味の悪い無常観が好んで描かれたが、第4作では、浪人の救ったゲストが物語の結末であっけなく死ぬ回が減り、劇中で起きた悲劇的な逸話が、山里の口碑伝承として美化され、後世で今もなお語り継がれているといった設定となる、フォークロアの世界で救済される構成となる回が多くなっている。

### 第4作のキャスト
- 謎の浪人…栗塚旭
- 品田万平…左右田一平
- 田島次郎…島田順司

### 第4作のスタッフ
- プロデューサー…小沢英輔（NET）、田村嘉（東映）
- 原作・脚本…結束信二
- 監督…「放映リスト(サブタイトル)」参照
- 音楽…渡辺岳夫
- 助監督…岡本静夫、福井司、尾田耕太郎、曽根勇
- 撮影…安達重穂、玉木照芳、木村誠司、森常次、羽田辰治
- 照明…藤井光春、谷川忠雄、岡田耕二、佐々木政一、椹木儀一、林春海
- 録音…草川石文、小野岡道秀
- 美術…吉村晟、塚本隆治、宇佐美亮、角井博
- 記録…桧垣久恵、松尾美智子、篠敦子、牧野淑子、佐藤利子、宮内喜久子、藤原凪子
- 編集…戸川博、川上忠、岩本光司
- 衣裳…上野徳三郎
- 美粧…堤野正直
- 結髪…長谷川キイ、森井春江、水巻春江
- 装飾…曽根美装
- 装置…大喜田儀三郎
- 擬斗…上野隆三（東映剣会）
- 進行主任…今井正夫
- ナレーター…左右田一平
- 主題歌…「おとこ独り」 作詞：結束信二、作曲・編曲：渡辺岳夫、歌：フォー・コインズ
- 挿入歌…「野良犬がゆく」 作詞：いけた純、作曲編曲：渡辺岳夫、歌：フォー・コインズ
- 制作…NET、東映

### 用心棒シリーズ 俺は用心棒（第4作）の放映リスト(サブタイトル)
| 話数 | サブタイトル     | 放映日        | 監督     | ゲスト出演者 |
| ---- | ---------------- | ------------- | -------- | --- |
| 1    | 竜神の明り       | 1969年 4月7日 | 河野寿一 | 桜町弘子、工藤堅太郎、小美野欣二、早川純一、松川純子、矢野宣、有馬宏治、門之内純子、御影伸介、小沢文也、水上富美、西康一、森源太郎、国富論、小峰一男、表淳夫                                                       |
| 2    | 草笛の鳴る朝     | 4月14日       | 河野寿一 | 岩井友見、外山高士、穂高稔、成田次穂、北見治一、水木達夫、下元年世、小津敏、上田恵子、波多野博、大月正太郎、小田真士、森敏光                                                                                       |
| 3    | 陽炎の宿         | 4月21日       | 河野寿一 | 河村有紀、剣持伴紀、根上忠、加藤忠、玉生司郎、松田明、吉田滋、田畑猛雄、森章二、堀辺隆一、村田天作、崎山陽要、綿岡好枝                                                                                             |
| 4    | 街道口の女       | 4月28日       | 松尾正武 | 河原崎建三、青柳美枝子、宮土尚治、今野秀晴、北原将光、古川義範、出水憲司、阿木五郎、萩清二、智村清、和田昌也 |
| 5    | 浪士狩りの夜     | 5月5日        | 河野寿一 | 高森和子、不破潤、宗近晴見、海老江寛、山本弘、日高久、石浜祐次郎、今沢昭信、徳田実、熊谷武、森源太郎、疋田圀男 |
| 6    | きぬたの音       | 5月12日       | 松尾正武 | 坂口徹、福富香魚子、伊藤久哉、里木左甫良、田中直行、市川男女之助、藤森達雄、南郷成吉、小沼和延、遠山金次郎 |
| 7    | 江戸で知った女   | 5月19日       | 松尾正武 | 磯村みどり、磯部玉枝、上林詢、花上晃、楠義孝、戸板幸男、清水彰、東大二朗、吉田柳児、伊豆五郎、浜伸二、畑中伶一、仁科克子、山下義則、八尋洋、野村鬼笑                                                               |
| 8    | 宿場からは遠く   | 5月26日       | 河野寿一 | 花園ひろみ、石浜朗、梅津栄、柳生博、松本朝夫、松木聖、野木栄、端田宏三、那須伸太朗 |
| 9    | 折れた剣         | 6月2日        | 河野寿一 | 亀石征一郎、岸久美子、野々村潔、小林勝彦、春日章良、山口幸生、賀川浩、鮎川浩、飯田徹也、宮本昿二郎、矢野幸男、淡路康、千葉保                                                                                       |
| 10   | 噂の中の女       | 6月9日        | 河野寿一 | 三原有美子、高津住男、藤岡重慶、池田忠夫、外山高士、玉生司郎、汐路章、小津敏、佃和美、浜崎満、佐々山洋一、広岡善四郎、川口喬、島田秀雄、大矢正利、大月正太郎                                                       |
| 11   | 枇杷の実る宿     | 6月16日       | 松尾正武 | 八木昌子、浜田晃、加賀爪清和、宮崎和命、石川徹郎、三田一枝、水木達夫、森章二、萩清二、毛利亜紀、小山田良樹 |
| 12   | 暁に染まるころ   | 6月23日       | 河野寿一 | 伊藤栄子、二階堂有希子、片山明彦、明石潮、河上一夫、山本弘、林浩久、池信一、芦田鉄雄、高橋まゆみ、伝法三千雄、表淳夫、乃木年雄、西康一、植田康夫                                                                   |
| 13   | 刺客のひそむ夜   | 6月30日       | 松尾正武 | 近藤正臣、沢宏美、川辺久造、田口計、高村俊郎、田中直行、門之内純子、有馬宏治、滝譲二、浜伸二、井上茂、市川裕二 |
| 14   | 青葉の中の娘     | 7月7日        | 松尾正武 | 槙杏子、石橋蓮司、江見俊太郎、幸田宗丸、福山象三、有川正治、田畑猛夫、熊谷武、日高久、川谷拓三、篠原一郎、辰馬伸                                                                                                   |
| 15   | 夕顔の咲く宿     | 7月14日       | 河野寿一 | 河内桃子、村井国夫、松川純子、土方弘、由利京子、天王寺虎之助、国田栄弥、藤沢宏、関真吾、野木栄、家野繁次、淡路康、川辺俊行、邦保                                                                                   |
| 16   | 迎えに来る武士   | 7月21日       | 河野寿一 | 鷲尾真知子、中村芳子、見明凡太郎、水島真哉、永井柳太郎、山本清、山崎直衛、岸本康子、大竹修造、高並功、前川良三、牧淳子、美松艶子、村田天作、有島淳平                                                               |
| 17   | 夏の夜と朝に     | 7月28日       | 松尾正武 | 金井由美、森次浩司、増田順司、大川淳、内藤綱男、丸凡太、森章二、宮城幸生、佐名手ひさ子、土橋勇 |
| 18   | 稲妻の中に       | 8月4日        | 河野寿一 | 桜田千枝子、穂高稔、内田透、早川研吉、根上忠、波多野博、戸板幸男、南勝、大城泰、市川裕二、大河内宏太郎、藤川弘 |
| 19   | 消えた銃声       | 8月11日       | 河野寿一 | 柳生博、岩本多代、福田豊土、堀越節子、永野達雄、浜崎満、阿木五郎、大月正太郎、和田昌也、畑中伶一 |
| 20   | 廻り灯籠         | 8月18日       | 松尾正武 | 長内美那子、北見治一、不破潤、伊達岳志、水木達夫、汐路章、北原将光、小島恵子、松田明、北見唯一、川谷拓三、嶝忠洋、白川洋子、井上茂                                                                                 |
| 21   | 決起の時 九人    | 8月25日       | 松尾正武 | 川口敦子、御影京子、武内亨、小美野欣二、楠義孝、国一太郎、田畑実行、飯田覚三、北野拓也、滝譲二、小田真士、西康一、加治春雄、浜伸二、植田康夫、有島淳平、前川良三、寺内文夫、笹木俊志、伊東好光、榎原政一、野村鬼笑 |
| 22   | ひぐらしの鳴く町 | 9月1日        | 佐々木康 | 八木昌子、大丸二郎、永田光男、玉生司郎、海老江寛、田畑猛雄、藤山喜子、藤沢宏、川浪公次郎、江上正伍、熊谷武、岡嶋艶子、香川秀人、世羅豊、池田謙治、壬生新太郎                                                       |
| 23   | 亡き父の怒り     | 9月8日        | 河野寿一 | 近藤正臣、鷲尾真知子、浜田寅彦、春日章良、守田学、山本弘、小柳圭子、北見唯一、小山田良樹、森章二、下元年世、川辺俊行                                                                                               |
| 24   | 掟               | 9月15日       | 河野寿一 | 三原有美子、剣持伴紀、幸田宗丸、瀬良明、花上晃、岩村百合子、波田久夫、加賀爪清和、天野衡児、佐々五郎 |
| 25   | 幽明の町         | 9月22日       | 松尾正武 | 和田一壮、上林詢、原健策、志乃原良子、浜崎満、有馬宏治、浪花五郎、和田昌也、中辻美智子、川谷拓三、小峰一男、野口貴史、三谷真理子、仁科克子                                                                         |
| 26   | 暁雲             | 9月29日       | 松尾正武 | 小林芳宏、親桜子、武藤英司、五藤雅博、谷口完、池信一、武田禎子、森野五郎、里木左甫良、滝譲二、浜伸二、辰馬伸、井上茂、藤原勝、宮城幸生                                                                             |

### 前後番組
| NET系 月曜20:00枠 | NET系 月曜20:00枠         | NET系 月曜20:00枠 |
| 前番組            | 番組名                    | 次番組            |
| ----------------- | ------------------------- | ----------------- |
| 帰って来た用心棒  | 用心棒シリーズ 俺は用心棒 | 天を斬る          |

## 放映ネット局
※は遅れネット局
| - NETテレビ - 北海道放送※（第1作）→北海道テレビ（第4作） - 青森放送※ - 岩手放送※ - 東北放送※ - 秋田放送※ - 山形放送※ - 福島テレビ※ - 新潟放送※（第1作）→新潟総合テレビ※（第4作） - 北日本放送※ - 北陸放送※ - 福井放送※ - 山梨放送※ - 信越放送※ - 静岡放送※ - 名古屋放送※ | - 毎日放送 - 山陰放送※ - 山陽放送※（第1作）→岡山放送（第4作） - 中国放送※ - 山口放送※ - 四国放送※ - 瀬戸内海放送（第4作） - 南海放送※ - 高知放送※ - 九州朝日放送 - 長崎放送※ - 熊本放送※ - 大分放送※ - 宮崎放送※ - 南日本放送※（第1作）→鹿児島テレビ（第4作） - 沖縄テレビ※ |

上記のネット局は、後番組の『待っていた用心棒』や『帰って来た用心棒』に引き継がれている。

## 再放送
- CS放送
  - 『俺は用心棒』（第1作）
    - 2000年5月 - 9月 （東映チャンネル）
    - 2001年12月 - 2002年3月 （東映チャンネル）
    - 2007年10月 - 11月 （時代劇専門チャンネル）
    - 2008年5月 - 6月 （時代劇専門チャンネル）
    - 2014年1月 （東映チャンネル） ※第1話と第26話のみ放送
    - 2014年7月 - 10月 （東映チャンネル）
    - 2016年7月 - 10月 （東映チャンネル）

  - 『用心棒シリーズ 俺は用心棒』（第4作）
    - 2002年8月 - 11月 （東映チャンネル）
    - 2008年1月 - 2月 （時代劇専門チャンネル）
    - 2008年9月 - 10月 （時代劇専門チャンネル）
    - 2017年3月 - 6月 （東映チャンネル）

## ネット配信
- 2022年7月1日より、YouTube「東映時代劇YouTube」から第1作の第1・2話が常時配信されている。そして1年後の2023年7月3日より、同チャンネルから第2作の第1・2話も常時配信されている。